# Düneninsel

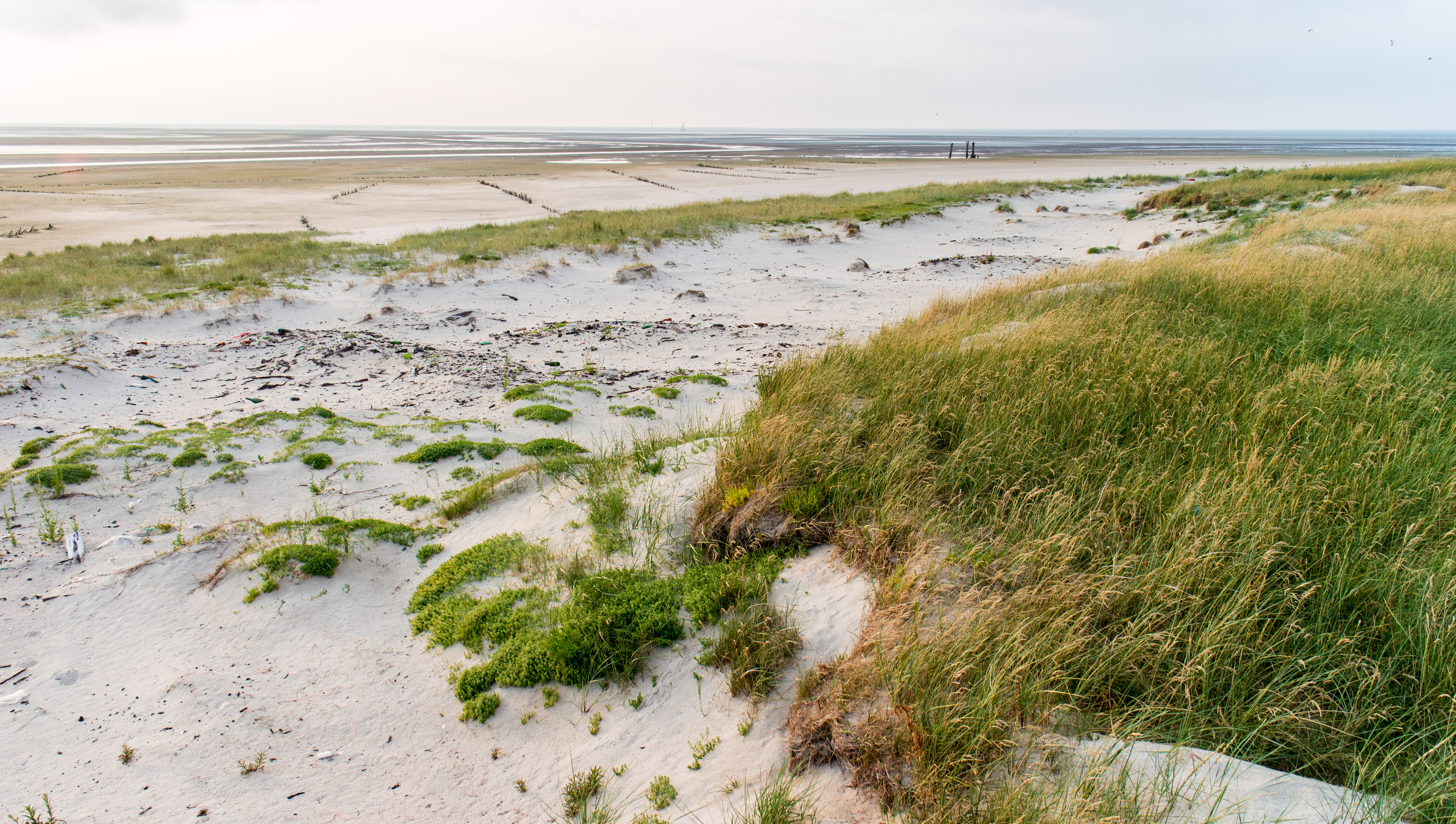
Nordweststrand Scharhörns, Pfähle der Hütte von 1957 im Watt, Müllhalden der Bewohner an der ältesten Stelle der Insel

Eine Düneninsel ist durch Sandablagerungen in flachem Wasser (Sandbank) entstanden. Sind an dieser Stelle die Wasserströmungen so ruhig, dass mehr Sand an- als weggespült wird und die Sandbank nicht nur bei Niedrigwasser aus dem Wasser ragt (Hochsand), kann der Wind eine Düne anhäufen, auf der Vögel brüten. Die Besiedlung durch Pflanzen festigt die Dünen und führt zur Erhöhung derselben. Ähnlich wie Dünen an Land, wandern die Dünen einer Düneninsel und verändern damit stark die Größe, aber auch Lage und Form der Insel. Allerdings sind sie im Wasser zusätzlich den Gezeiten, Gezeitenströmungen, Sturmfluten, Meeresströmungen, unterschiedlichen Wassertiefen und oft auch saisonal wechselnden Bedingungen ausgesetzt, sodass die Dynamik wesentlich komplexer ist.
Eine Untersuchung der Ostfriesischen Inseln hat gezeigt, dass die Planform dieser Inseln durch Prozesse der Einlasssedimentumgehung erklärt werden kann. Diese Inselkette befindet sich im Bereich von Hochwellenenergie und einem hohen Gezeitenbereich, wo die durchschnittliche Wellenhöhe des Tiefwassers 1,0 m überschreitet und der Gezeitenbereich im Frühjahr von 2,7 m bei Juist bis 2,9 m bei Wangerooge variiert.

## Düneninseln an deutschen Küsten
Inseln, die durch Dünen entstanden, sind die West- und Ostfriesischen Inseln wie Spiekeroog.
Unbewohnte Düneninseln vor der deutschen Küste:
- Trischen, wahrscheinlich um 1700 erste Vegetation, bis 1750 wieder auf Hochsand geschrumpft, erneuter Bewuchs ab 1850, von 1900 bis 1947 vergeblicher Versuch menschlicher Nutzung, seitdem Naturschutzgebiet. Die Insel „wandert“ im Jahr etwa 30–35 m auf die Küste zu.
- Auf Scharhörn wurden 1902 erste brütende Vögel, 1926 erster Pflanzenwuchs beobachtet, woraufhin mit erheblichem Aufwand Anpflanzung und Aussaat zum Sandfang betrieben wurde.
- Das benachbarte Nigehörn entstand durch Sandaufspülungen 1989/90, ist also keine echte Düneninsel.
- Die Kachelotplate[2] ragt seit 1975 auch bei mittlerem Hochwasser heraus, die entstandenen Dünen wurden allerdings bei Sturmfluten bereits wieder eingeebnet.

## Saisonale Düneninsel
Das Dünenfeld der Padre Island vor der Küste von Texas bildet mit 210 km die längste Düneninsel weltweit. Sie durchläuft saisonal abbauende und aufbauende Phasen, sodass sie im Winter auf eine fast plane Sandfläche reduziert wird, um im Frühjahr und Sommer wieder zu Dünen angehäuft zu werden.

## Wandernde Düneninseln
Die Banc du Four (Koordinaten: 48° 31′ 44,4″ N, 4° 52′ 52,9″ W) besteht aus einem Feld von über 500 großen und riesigen Dünen sehr unterschiedlichen Charakters im Schelfbereich zwischen Frankreich und den britischen Inseln. Die Banc du Four bildet die größte derartige Struktur weltweit. Die Wassertiefe ist nicht der wesentliche Faktor für ihre Entstehung und ihre Wanderungsgeschwindigkeiten, sondern wahrscheinlich die Wellen, deren Breiten bis 1000 m und deren Höhen bis 30 m betragen können. Die physikalischen Bedingungen für die Dynamik sind jedoch noch nicht völlig verstanden.

## Ökologie
Untersuchungen von Dünenvegetationsmustern haben zwei besonders strukturprägende Faktoren ermittelt: lokale Umweltgradienten, die die prominente Zonierung der Artenverteilung von Küstenpflanzen prägen, sowie Störungsflecken, die aus Überflutungen durch Küstenstürme resultieren. Am Beispiel der Dünensysteme zweier Barriereinseln in der Georgia Bight vor der Küste von Georgia wurde untersucht, wie das Zusammenspiel longitudinaler (längs der Küste) und transversaler (landeinwärts gerichtet) Wellen Gradienten erzeugt, welche die Ansiedelung bestimmter Arten begünstigen.
Zu den Pionierpflanzen auf einer von Brutvögeln besuchten Düneninsel gehören auch solche, deren Samen durch Ornithochorie (Vogelausbreitung) verbreitet werden. Als eine derartige wurde die Brombeerart Rubus boreofrisicus Drenckhahn & H. E.Weber im Jahr 2020 erstbeschrieben. Sie kommt häufig im Waldgürtel und in der angrenzenden Dünenheide der nordfriesischen Insel Amrum vor und ist auch 50 km südlich von Amrum in St. Peter-Ording im Westen der Halbinsel Eiderstedt vertreten.
Neben Sand kann auch Mikroplastik (Partikelgrößen unter 5 mm) verweht werden und an prädestinierten Stellen von Düneninseln angereichert werden.

## Düneninsel unklarer Entstehung
Die Insel Sable Island vor der kanadischen Küste im Atlantik ist entweder durch eine Sandverschiebung durch Gletscher der letzten Kaltzeit entstanden oder eine Düneninsel.